# Gråmanstorps kyrka
Gråmanstorps kyrka är en kyrkobyggnad belägen i Gråmanstorp, Klippans kommun. Den är församlingskyrka i Klippans församling i Lunds stift. Kyrkan ligger vid vägen mot Ängelholm ett par kilometer nordväst om Klippan. Kyrkan tillhör Svenska kyrkan.

## Kyrkobyggnaden
Kyrkan uppfördes av cisterciensermunkar från Herrevads kloster i samarbete med byggare från domkyrkobygget i Lund. Omkring 1160 färdigställdes kyrkan som helgades åt jungfru Maria. Under 1400-talet tillkom det kraftiga kyrktornet i väster. Under samma århundrade försågs kyrkans innertak med kryssvalv. En medeltida upphängningsanordning för kyrkklockorna finns i det låga tornet. Vapenhuset byggdes till på 1800-talet.

## Inventarier
- Dopfunten, skapad av Donatus härstammar från 1100-talet och har många skulpterade figurer. Dopfatet tillverkades 1652.
- Triumfkrucifixet är från medeltiden och ommålat 1702.
- En domsängel är från början av 1700-talet.
- Altaruppsatsen och predikstolen är från andra hälften av 1700-talet.
- I vapenuset finns en kyrkdörr från början av 1400-talet.
- Nuvarande orgel tillverkades 1938 av Mårtenssons orgelfabrik och byggdes om 1971 av samma firma. Första orgeln installerades 1865.
- Ljuskronorna tillkom på 1840-talet.
- Av tornets kyrkklockor tillkom storklockan 1599 och lillklockan 1597.

### Orgel
- 1865 byggde Jöns Lundahl & Knud Olsen en orgel med 15 stämmor. Spelbordet till denna orgel finns i kyrkan.
- Den nuvarande orgeln byggdes 1938 av A. Mårtenssons Orgelfabrik AB, Lund och är en pneumatisk orgel. Orgeln har fria och fasta kombinationer.

| Manual I        | Manual II           | Pedal        | Koppel |
| Principal 8´    | Rörflöjt 8´         | Subbas 16´   | I/P    |
| Gedackt 8'      | Fugara 8'           | Principal 8' | II/P   |
| Oktava 4'       | Principal 4'        | Oktava 4'    | II/I   |
| Rörflöjt 4'     | Blockflöjt 4'       | Nachthorn 2' |        |
| Kvinta 2 2/3'   | Gemshorn 2'         | Dulcian 16'  |        |
| Oktava 2'       | Larigot 1 1/3'      | Skalmeja 4'  |        |
| Mixtur 3-4 chor | Sesquialtera 2 chor |              |        |
|                 | Corno 8'            |              |        |

## Bilder

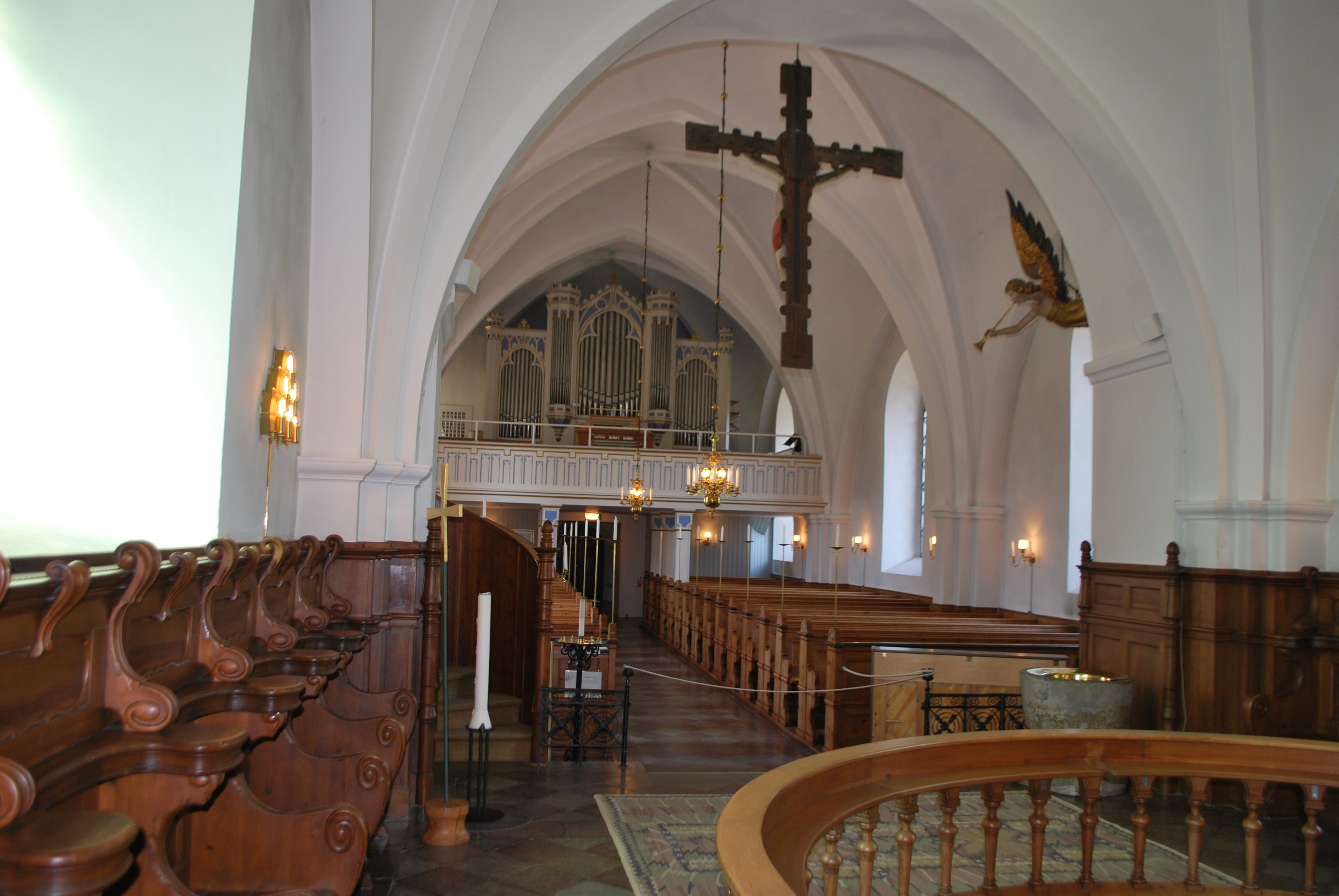
Interiör.
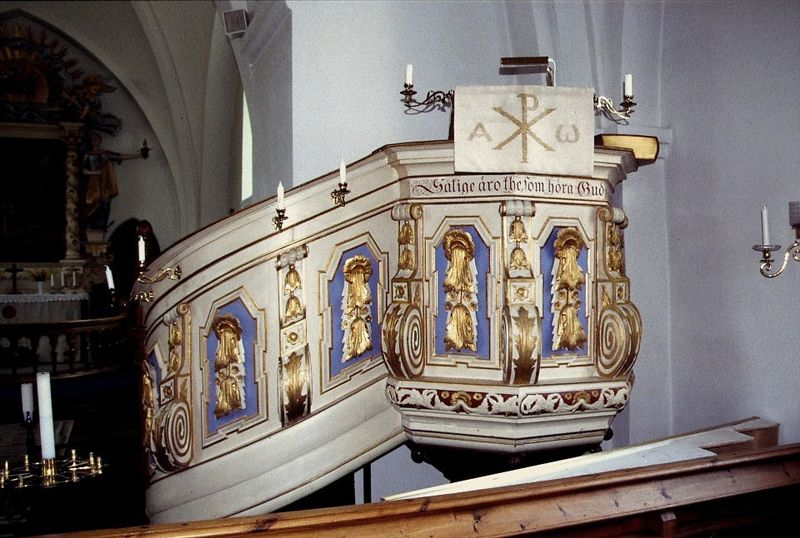
Predikstolen.
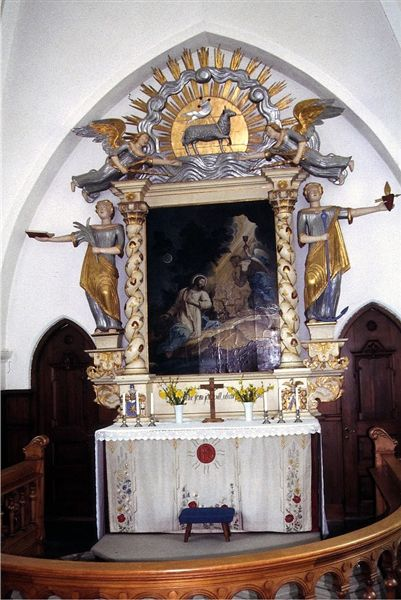
Altaret.
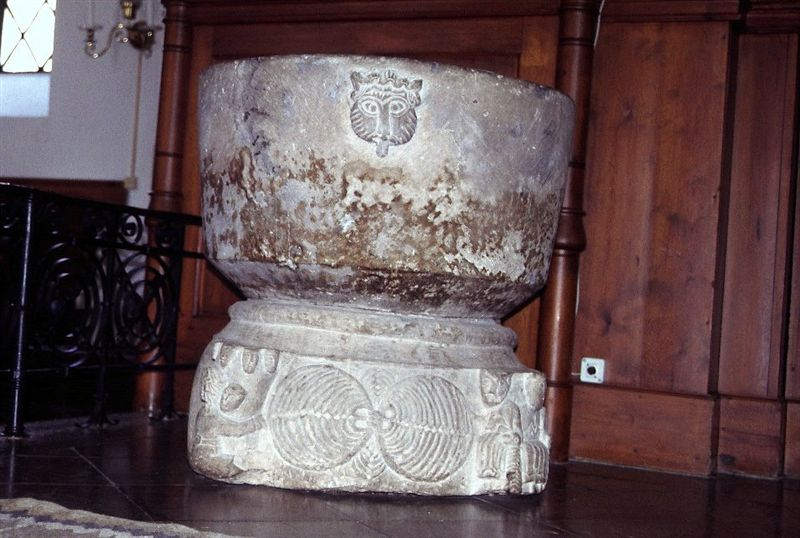
Dopfunten.

### Webbkällor
- Åsbo Släkt- och Folklivsforskare
- Demografisk Databas Södra Sverige
- Bengans historiasidor